# Ойтоганський сільський округ
Ойтога́нський сільський округ (каз. Ойтоған ауылдық округі, рос. Ойтоганский сельский округ) — адміністративна одиниця у складі Аксуського району Жетисуської області Казахстану. Адміністративний центр — село Ойтоган.
Населення — 961 особа (2021; 915 у 2009, 1456 у 1999, 2054 у 1989).
Станом на 1989 рік існувала Ойтоганська рада (села Булан, Ойтоган, Ульгулі).

## Склад
До складу округу входять такі населені пункти:
| Населений пункт | Населення, осіб (1989) | Населення, осіб (1999) | Населення, осіб (2009) | Населення, осіб (2021) |
| --------------- | ---------------------- | ---------------------- | ---------------------- | ---------------------- |
| Булан, село     | 144                    | -                      | -                      | -                      |
| Ойтоган, село   | 1546                   | 1215                   | 812                    | 912                    |
| Улгілі, село    | 364                    | 241                    | 103                    | 49                     |